# Prammatica Sanzione (1549)
La Prammatica Sanzione del 1549 è un editto promulgato il 4 novembre 1549 dall'imperatore Carlo V che riorganizzava il territorio delle diciassette province dei Paesi Bassi, poste sotto il suo diretto dominio, come un'entità territoriale integrata e con statuti di autonomia rispetto all'Impero.

Bandiera dei Paesi Bassi spagnoli

Tale editto stabiliva l'unificazione dei Paesi Bassi, che divenivano un'entità separata dal Sacro Romano Impero e dal Regno di Francia. Fino ad allora infatti le diverse "province belghe" erano feudi sia del regno di Francia che dell'impero. Ciò completò il processo per l'unità delle province, iniziato già dai duchi di Borgogna.
L'unificazione ebbe luogo nel quadro della successione a Carlo V: la Sanzione determinò che le province dovessero rimanere unite nel futuro ed ereditate dallo stesso monarca come uno stato compatto. Per ribadire questo concetto Carlo V fondò il titolo di Heer der Nederlanden ("Signore dei Paesi Bassi"), che però poteva essere attribuito solo a lui stesso od a un suo figlio.
All'abdicazione di Carlo V, avvenuta nel 1556, i suoi domini vennero divisi tra suo figlio, Filippo II, Re di Spagna e suo fratello minore, Ferdinando I, Imperatore del Sacro Romano Impero. Le Diciassette Province andarono a Filippo II.